# Bjelouška
Bjelouška (latinski: Natrix natrix) neotrovna je zmija iz porodice guževa. Dugačka je do dva metra. Pojavljuje se u više boja i nijansi. Česte kombinacije boja su: 
- odozgo je siva do smeđa s dva reda mrlja koje teku duž kralješnice;
- leđa nekada prelaze u plavu, zelenu ili sivo plavu boju.
- nekad je cijela zmija potpuno crna.

Jedini sigurni znak prepoznavanja su polumjesečne pjege na stražnjem dijelu glave s obje strane, koje su bijele u ženki, a žute u mužjaka. 

## Stanište
Najraširenija je zmija u Hrvatskoj. Najčešća su joj staništa oko rijeka, jezera i močvara. U vodi dobro pliva i roni, a na kopnu se dobro penje. Skriva se ispod kamenja i korijenja u rupama u zemlji. Ponekad se nađe i daleko od vode, u vrtovima i parkovima.

## Način života
Hrani se žabama, punoglavcima, ribama, vodenjacima, a ponekad i malim sisavcima. Pari se u travnju i svibnju, a od srpnja do kolovoza odlaže od 15 do 35 bijelih jaja mekane ljuske veličine golubljih. Skriva ih u mahovini i pijesku. Nakon osam do deset tjedana iz jaja izlazi mladunčad. Bjelouška spava zimski san od studenog do početka travnja. Nakon zimskog sna odbacuje zimsku kožu za novu pred parenje. Razmnožava se jajima koja polaže na kopnu pored bara u zeljastoj podlozi mahovina.

## Otrovnost
Bjelouška nije opasna za ljude.

## Galerija
- Uzorak od 1 metra u Velikoj Britaniji
- Jede smeđu krastaču, Češka
- Lov u ranu jesen, Švedska
- Kopulacija
- Pretvara se da je mrtva
- Pliva u močvari

## Vanjske poveznice

### Ostali projekti
|  | Zajednički poslužitelj ima stranicu o temi Natrix natrix |
|  | Wikivrste imaju podatke o taksonu Natrix natrix          |